# Rucka Rucka Ali
Rucka Rucka Ali (født 27. april 1986) er en amerikansk rapper, radiovært, sanger, komiker, og satirist mest kendt for hans sangparodier på YouTube. Han er  kendt som en af de mest succesfulde artister på YouTube, hvor han har fået over 100 millioner visninger  på parodier som "Ching Chang Chong", "Ima Korean", "Justin's Beaver" og "Ebola (La La)". Han har udgivet 6 selvstændige  studier albumer, tre af dem er vist på Billboard's Top Comedy Albums.

## Musikalske karriere
Det meste af Rucka Rucka Alis musikalske indhold vedrører parodier som indeholder tekster med etniske stereotyper. Berømtheder og politikere, som han har efterlignet på mere end én lejlighed omfatter Barack Obama, Osama bin Laden, One Direction og Kim Jong-il (også hans søn, Kim Jong-un). Han bruger ofte auto-tune. Han gør også brug af satiriske alter egoer, ligesom hans kollega  fra Detroit, rapperen Eminem, bare mere satirisk. Han har flere alter egoer, såsom DJ Not Nice (asiatisk), Seymour Schwartz (jødisk) og Toby Queef (hvid amerikansk redneck).
Nogle af hans sange omfatter "Ching Chang Chong", en parodi på The Black Eyed Peas' "Boom Boom Pow" fyldt med asiatisk stereotyper, og "Justin's Beaver", en parodi af B.o.B's "Magic" latterliggørelse af Justin Bieber. En af hans mest berygtede parodier er "Ima Korean", hvilket er en parodi af The Black Eyed Peas' "I Gotta Feeling" hvor han laver sjov af Kim Jong-il og Nord-Koreanere. Senere udgav han en efterfølger kaldet "My Korea's Over", som er en parodi på "International Love", der finder sted, efter at Kim Jong-ils død i 2011, hvor hans søn Kim Jong-un tog lederskabet over NordKorea. I 2013 udgav han tredje sang i serien kaldt "Kim Jong-Un Song" hvilket er en parodi af Florida Georgia Line's "Cruise" featuring Nelly, som handler om den Nordkoreanske missilkrise tilbage i 2013.
Rucka Rucka Ali har udgivet seks albummer, tre af dem kom på Billboard Top Comedy Albums, heriblandt I'm Black, You're White & These Are Clearly Parodies som toppede ved nummer 6 og Probably Racist toppede ved nummer 11. I September 2012 udgav han sit sjette album, Rucka's World, hvilket toppede som nummer 8 på Billboard Top Comedy Albums.
Rucka Rucka Ali havde engang et podcastprogram kaldet "Ruckas Late Night Power Hour" som blev sendt fra 2011 til 2012. Han har nu et nyt podcast kaldet "The Rucka Nucka Podcast" og fortsætter med at udgive nye sange regelmæssigt.
I december 2014, sideløbende med Andy Dick, offentliggjorde han at hans nye album Black Man of Steal would be released i januar 2015.

## Kontroverser
Nogen kritikere mener at Ali er racist som reaktion på hans sange, selv om hans humor synes stærkt påvirket af mainstream komedie tvshows såsom South Park, Family Guy, og Chappelle's Show. Hans videoer og YouTube kanaler bliver ofte fjernet, men bliver videos reuploaded af hans fans, som kalder dem selv for "Rucka's Nuckas".
I 2010 blev tre britiske elever udvist fra deres skole fordi at en koreansk dreng blev fornærmet da de viste en af Rucka's videor "Ima Korean" til deres klasse mens de havde om kultur. Skolens rektor sagde at sangen var "probably racist"(sandsynligvis racistisk),  og blev brugt som titlen på Rucka Rucka Ali's næste album.
24. juli 2013 udgav Rucka Rucka Ali sangen "Zayn Did 9/11" (en parodi på Selena Gomez's "Come & Get It") på YouTube som hånede muslimske One Direction medlem Zayn Malik, spøgende siger han at han begik terrorangrebet den 11. september 2001. Singlens cover havde en silhouette med Malik foran Twin Towers ved World Trade Center som om den blev angrebet. Sangen samt en dertilhørende musikvideo som udkom få dage efter, gjorde One Direction fans(Directioners) og andre vrede og ophævede. Business Standard kaldte sangen "fornærmende" og et "racistisk angreb" på Malik. Tidligt i august 2013 fik Maliks fans held i at få Apple til at fjerne sangen fra iTunes. Rucka Rucka Ali's Twitter blev også suspendereti ubestemt tid af ukendte årsager, hvilket resulterede i at han oprettede en ny.

## Diskografi
Albums
- Straight Outta West B (2008)
- I'm Black, You're White & These Are Clearly Parodies (2010)
- A Very Rucka Christmas (2010)
- Probably Racist (2011)
- A Very Rucka Christmas: The 2nd Cumming (2011)
- Rucka's World (2012)
- Black Man of Steal (2015)[13]

Singler (per Discogs & iTunes)
- I Can Do Whatever I'm White (2009)
- Don't Be A Playa, Haiti (2010)
- Take your Pants Off (2010)
- I'm Afraid (Of Black Ppl) (2010)
- We're All Asian (2010)
- Let's Go Jesus! (2010)
- I Don't Like Old People (2010)
- Do The Pussyfart (feat. DJ Pussyfarts) (2010)
- Imma Korean (feat. DJ Not Nice) (2010)
- Jews & Fags (2011)
- Fat Violent Dykes (2011)
- Osama Bin Found (feat. Osama Bin Laden & Barack Obama) (2011)
- Rebecca's Black (High Day) (2011)
- Justin's Beaver The Movie (2011)
- Wutchu Jewin? (feat. Toby Queef & Seymour Schwartz) (2011)
- Eff Australia (2011)
- Go Cops (2011)
- Yo Perry! (2012)
- My Name's Obama (2012)
- Eff Germany (2014)

## Eksterne links
- Officiel hjemmeside
- Rucka Rucka Ali på Internet Movie Database (engelsk)
- Rucka Rucka Ali på Rotten Tomatoes (engelsk)
- Rucka Rucka Ali Reddit Questionnaire (1. januar 2013)